# 什圖科韋齊
49°3′22″N 23°1′55″E / 49.05611°N 23.03194°E
什圖科韋齊（烏克蘭語：Штуковець）是烏克蘭西部的村莊，隸屬利維夫州的桑比爾區。該村始建於1989年，面積0.3平方公里，海拔高度621米，2001年該村落人口234。